# Explorer 41

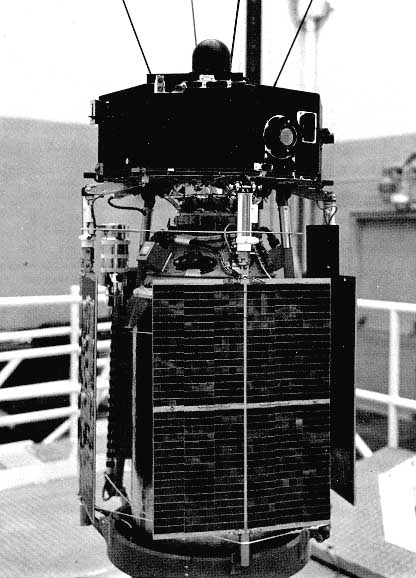
Satélite Explorer-41 (IMP-G).

Explorer 41, também conhecido como IMP-G ou IMP-5 (acrônimo de Interplanetary Monitoring Platform G ou 5), foi um satélite artificial da NASA lançado em 21 de junho de 1969 por meio de um foguete Delta E a partir do Cabo Canaveral.

## Características
A missão da Explorer 41 foi estudar o plasma interplanetário, as partículas energéticas carregadas e os campos magnéticos a distâncias lunares.
A nave era estabilizada por rotação de 27,5 rpm. O Explorer 41 foi injetado em uma órbita inicial de 213.849 km de apogeu e 378 km de perigeu, com uma inclinação orbital de 83,8 graus e um período de 4840,0 minutos. Funcionou sem problemas até a sua reentrada na atmosfera em 23 de dezembro de 1972.